# Oscar Malbernat
Oscar Miguel Cacho Malbernat (La Plata, 2 de febrero de 1944-La Plata, 9 de agosto de 2019) fue un futbolista y director técnico argentino. Como futbolista se desempeñaba de defensor.

## Trayectoria

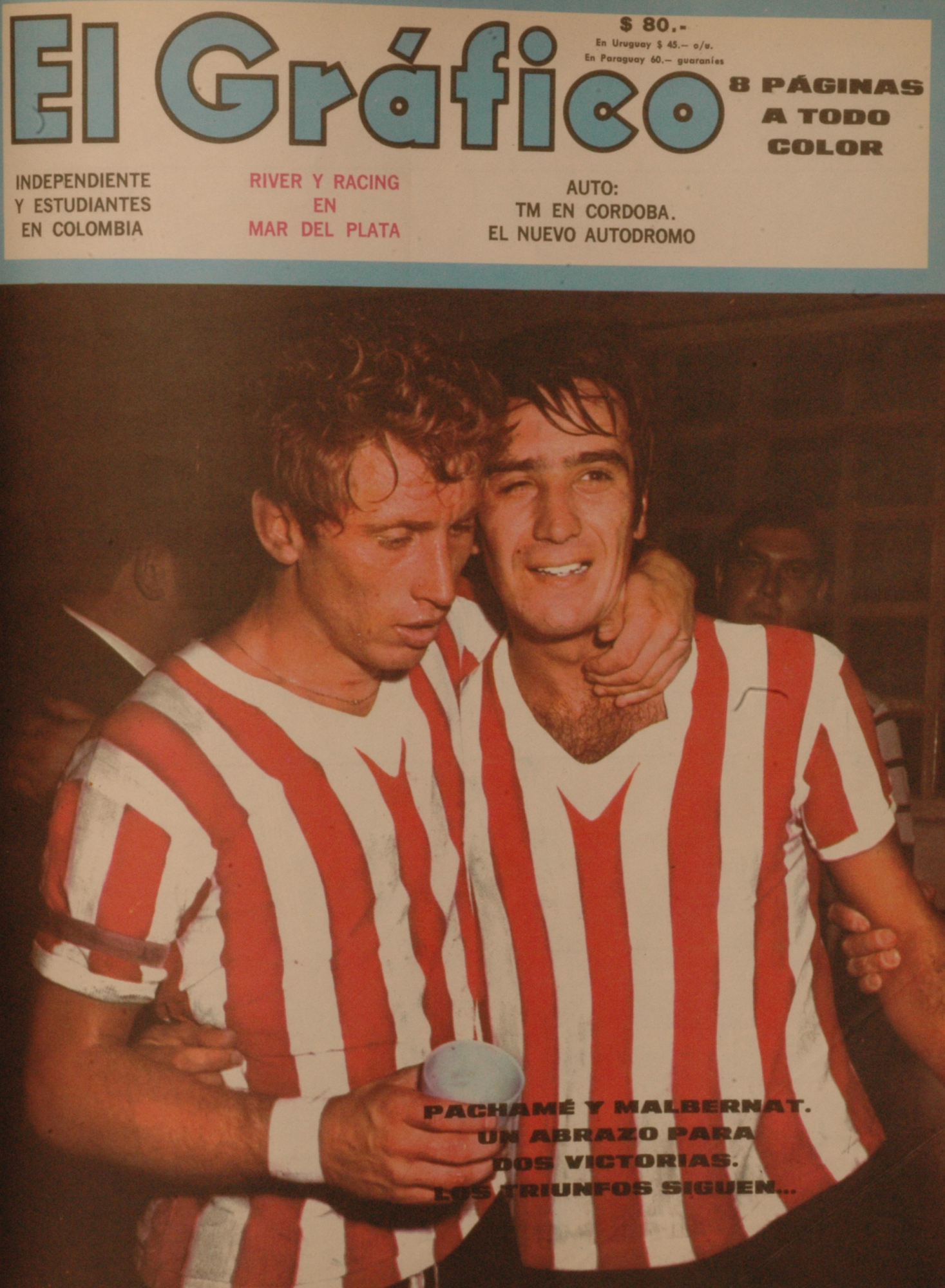
Pachamé y Malbernat (Estudiantes LP) en 1968

Malbernat debutó en la primera de Estudiantes en 1962, pero recién se estableció como regular en 1965, de la mano del recién llegado DT Osvaldo Zubeldía. Malbernat jugaba como defensor lateral izquierdo, aunque podía cambiar de lateral, tenía buena marca y proyección. Fue el capitán del gran equipo que ganó el primer campeonato Metropolitano en 1967, la Copa Intercontinental 1968, la Copa Interamericana 1969 y las Libertadores de 1968, 1969 y 1970. Integraba la zaga con Ramón Aguirre Suárez, Raúl Madero y Eduardo Luján Manera.
En las inferiores del club platense, dirigidas en ese entonces por Miguel Ignomiriello, integró la Tercera que mata, subcampeona en 1964 y campeona en 1965.
En 1972, pasó a Boca Juniors, junto con Carlos Pachamé, jugando mayormente por el lateral derecho, dado que Silvio Marzolini era el habitual zaguero izquierdo en Boca. Acosado por lesiones, al año se retiró jugando para Racing Club.
En total, disputó 292 partidos, convirtiendo 2 goles.
Después de su retiro, se dedicó a los negocios, pero la situación económica argentina no lo ayudó y regresó al fútbol, esta vez como director técnico. En 1981 dirigió un año a Argentino de Quilmes en la Primera B, tras convocado por su excompañero pincha Carlos Pachamé para ocupar su lugar cuando él pasó a Estudiantes. Desde ahí dirigió en más de 15 equipos, principalmente en Chile, Paraguay y Ecuador. En Argentina dirigió a Estudiantes en dos oportunidades, en 1986 y en 2002, tomando en ambas ocasiones un equipo que tenía serios problemas económicos y futbolísticos.

## Clubes

### Como futbolista
| Club                    | País      | Año       |
| ----------------------- | --------- | --------- |
| Estudiantes de La Plata | Argentina | 1962-1972 |
| Boca Juniors            | Argentina | 1972      |
| Racing Club             | Argentina | 1973      |

### Como entrenador
| Club                             | País      | Año       |
| -------------------------------- | --------- | --------- |
| Cerro Porteño                    | Paraguay  | 1984      |
| Sarmiento (J)                    | Argentina | 1985      |
| Nacional                         | Paraguay  | 1985      |
| Estudiantes de La Plata          | Argentina | 1986-1988 |
| Deportivo Quito                  | Ecuador   | 1989      |
| Barcelona                        | Ecuador   | 1990      |
| El Nacional                      | Ecuador   | 1991      |
| Liga de Quito                    | Ecuador   | 1992      |
| Guaraní                          | Paraguay  | 1993      |
| Deportivo Quito                  | Ecuador   | 1994      |
| Provincial Osorno                | Chile     | 1995-1996 |
| Audax Italiano                   | Chile     | 1997-1999 |
| Cobreloa                         | Chile     | 2000-2001 |
| Estudiantes de La Plata          | Argentina | 2002-2003 |
| Universitario de Deportes        | Perú      | 2004      |
| Universidad San Martín de Porres | Perú      | 2004-2005 |
| Deportes Antofagasta             | Chile     | 2006      |
| Coquimbo Unido                   | Chile     | 2007      |
| Nacional                         | Paraguay  | 2007-2008 |

## Palmarés

### Campeonatos nacionales
| Título           | Club                    | País      | Año    |
| ---------------- | ----------------------- | --------- | ------ |
| Primera División | Estudiantes de La Plata | Argentina | M-1967 |

### Campeonatos internacionales
| Título                | Club                    | Sede       | Año  |
| --------------------- | ----------------------- | ---------- | ---- |
| Copa Libertadores     | Estudiantes de La Plata | Montevideo | 1968 |
| Copa Intercontinental | Estudiantes de La Plata | Mánchester | 1968 |
| Copa Interamericana   | Estudiantes de La Plata | Montevideo | 1969 |
| Copa Libertadores     | Estudiantes de La Plata | La Plata   | 1969 |
| Copa Libertadores     | Estudiantes de La Plata | Montevideo | 1970 |